# ناحیه مستونگ
ناحیه مستونگ (به انگلیسی: Mastung District) معروف به کلات شمالی یکی از ناحیه‌های ایالتی پاکستان است که در ایالت بلوچستان واقع شده‌است. این ناحیه بخش جدا شده ناحیه کلات محسوب میشود. ناحیه مستونگ ۵٬۸۹۶ کیلومتر مربع مساحت و ۲۶۶٬۴۶۱ نفر جمعیت دارد.
زبان‌های اصلی رایج در ناحیه مستونگ  بلوچی و در کنار آن فارسی (گویش دهواری) و زبان براهویی است.